# Araneus royi
Araneus royi là một loài nhện trong họ Araneidae.
Loài này thuộc chi Araneus. Araneus royi được Carl Friedrich Roewer miêu tả năm 1961.